# Lluís Motes Gallego
Lluís Motes Gallego és un periodista i presentador de televisió valencià, exdirector de Ràdio 9 i cap d'informatius de Canal 9, emissores de l'extinta Radiotelevisió Valenciana (RTVV).
Motes és llicenciat en Ciències de la Informació el 1990 per la Universitat Autònoma de Barcelona i prompte s'incorpora com a periodista a RTVV. És en aquesta casa on desenvolupa el major temps de la seua carrera, guanyant protagonisme com a presentador i director de noticiaris i programes d'anàlisi polític i social.
Motes esdevé una cara reconeguda durant l'etapa en què la RTVV va ser acusada d'actuar al servei del Partit Popular, al govern de la Generalitat Valenciana (1995-2015). La seua actuació com a director i presentador d'informatius durant l'accident de metro a València l'any 2006 va estar acusada de manipulació. Anys després va reconèixer que el tractament informatiu havia sigut "francament millorable" i va demanar perdó a les víctimes de l'accident. Amb el tancament de RTVV l'any 2013, Motes va estar imputat per diversos delictes relacionats amb aquest procés.
Després del seu pas per RTVV funda la seua empresa de comunicació i s'incorpora al canal autonòmic privat La 8 Mediterráneo, propietat de la cadena televisiva de la Conferència Episcopal espanyola Popular TV. A La 8 presenta el programa de debat i opinió El Faro des d'on ha rellançat la seua carrera i ha tornat a ser un rostre reconegut a les pantalles de televisió valencianes. Des de 2024 forma part de la redacció del periòdic dretà ESDiario, mitjà acusat de formar part de l'ecosistema encarregat de donar volada a noticies falses o no contrastades.